# A csendestárs
A csendestárs egy 1996-os amerikai filmvígjáték, főszereplője Whoopi Goldberg. A film egy 1979-es francia vígjáték (L'associé) amerikai feldolgozása. A történet egy üzleti életbe betörni kívánó afroamerikai nő kalandjairól szól.

## Történet
Mit tehet az ember, ha tehetséges üzleti érzékkel áldotta meg a sors, de közben színes bőrű nőként kellene megállnia a helyét a fehér férfiak uralta Wall Streeten? Laurel Ayres pontosan ilyen kérdést tesz fel magának, hiába ügyes ugyanis a szakmájában, ha levegőnek nézik és még az ötleteit is mások nyúlják le. Miután úgy tűnik esélye sincs labdába rúgni, kitalálja a tökéletes üzleti partnert, Robert S. Cutty-t, aki tökéletesen megfelel az üzleti élet kívánalmainak, legalábbis Ayres tolmácsolásában, így már nincs akadálya, hogy a tehetséges üzletkötőnő előtt megnyíljanak a legnagyobbak ajtajai is. Csakhogy ahogy Cutty, azaz Ayres egyre nagyobb sikereket ér el mindenki Cutty-val akar találkozni, hogy üzletet kössenek vele. Ayres az egyre fokozódó érdeklődés és bonyodalmak miatt aztán szó szerint belebújik teremtménye bőrébe, amivel végképp felforgatja az üzleti élet addigi szokásait…

## Szereplők
| Szerep            | Színész          | Magyar hang     |
| ----------------- | ---------------- | --------------- |
| Laurel Ayres      | Whoopi Goldberg  | Kocsis Mariann  |
| Sally Dugan       | Dianne Wiest     | Zsurzs Kati     |
| Donald Fallon     | Eli Wallach      | Kun Vilmos      |
| Frank Peterson    | Tim Daly         | Selmeczi Roland |
| Camille Scott     | Bebe Neuwirth    | Nyírő Beáta     |
| Aesop Franklin    | Austin Pendleton | Blaskó Péter    |
| Cindy Mason       | Lainie Kazan     | Némedi Mari     |
| Walter Manchester | George Martin    | Horkai János    |
| Charlie           | Kenny Kerr       | Lux Ádám        |
| Mrs. Cupchick     | Helen Hanft      | Kassai Ilona    |
| Szállodaigazgató  | George Morfogen  | Makay Sándor    |